# Fédération abolitionniste internationale
Die Fédération abolitionniste internationale (FAI) war ein von bürgerlich-katholischen Frauen aus der Westschweiz und Frankreich 1875 gegründeter Sittlichkeitsverein mit dem Ziel, die Prostitution und ihre sozialen Folgen zu bekämpfen (Abolitionismus).
Die Gründerinnen und Mitglieder engagierten sich politisch – im Rahmen ihrer damaligen Möglichkeiten  – gegen die staatliche Tolerierung der Prostitution. Daneben waren sie aktiv gemeinnützig tätig, indem sie „gefallenen Mädchen und Frauen“ halfen, ihren Lebensunterhalt auch anderweitig bestreiten zu können, als sich zu prostituieren.
Die FAI war eine der ersten Organisationen der Schweizer Frauenbewegung. Ihre Mitglieder rekrutierte die FAI in der christlichen Erneuerungsbewegung der Westschweizer Oberschicht. Erster Generalsekretär war der Neuenburger Politiker Aimé Humbert-Droz, der zugleich auch Herausgeber der Vereinszeitschrift Bulletin Continental war. Ab 1877 spalteten sich die calvinistisch geprägten Frauen ab und emanzipierten sich im Schweizerischen Frauenbund zur Hebung der Sittlichkeit.